# Subdivisões da Inglaterra

Estrutura administrativa da Inglaterra

Historicamente, o topo da hierarquia administrativa na Inglaterra eram os condados. Estas divisões tinham emergido de um largo espectro de velhas unidades territoriais inglesas, antes da unificação, sendo alguns Reinos, como o Essex e o Sussex; Ducados, como Yorkshire, Cornualha e Lancashire ou, simplesmente, áreas de terra doadas a algum nobre, como é o caso do Berkshire. 
Estes condados ainda existem na sua forma original, ou quase, formando os condados tradicionais da Inglaterra. Em muitos locais, porém, foram profundamente alterados ou completamente abolidos como municípios administrativos, devido a vários fatores. 
Atualmente a Inglaterra é dividida em quatro níveis de subdivisões administrativas: regiões, condados, distritos e paróquias.

## Regiões
São nove as regiões inglesas: Grande Londres, Leste, Midlands Ocidentais, Midlands Orientais, Nordeste, Noroeste, Sudeste, Sudoeste e Yorkshire e Humber.

## Condados
Os condados ingleses podem ser divididos em mais de uma categoria. O tipo principal são em condados cerimoniais. Podem ser divididos ainda em condados metropolitanos e não-metropolitanos e condados tradicionais, sendo esse no sentido histórico.